# Piculus
Piculus là một chi chim trong họ Picidae.